# أولهاسنغر
أولهاسنغر (بالإنجليزية: Ulhasnagar)‏ هي مدينة، تتبع منطقة ثين، بلغ عدد سكانها 506٬098 نسمة، رمزها البريدي هو 421001.

## أعلام
- سالوني أسواني
- موهان كالبانا